# Як Цуп Цоп
«Як Цуп Цоп» — флеш-ролик тривалістю 27 секунд, в якому використаний фрагмент пісні «Ievan Polkka» (укр. Полька Єви), виконаної фінською фольк-групою «Loituma». Ролик швидко поширився Інтернетом в кінці квітня 2006 року. За деякими даними, ролик створив користувач блогу «LiveJournal».

## Особливості
Як відеоряд використані 4 кадри із зображення Оріхіме Іноуе — героїні популярного японського аніме-серіалу «Bleach». Оріхіме (відоміша як Loituma Girl) у цих кадрах виглядає особливо щасливо та дурнувато, крутячи цибулю-батун (хоч більшість впевнені, що це цибуля порей). Водночас вона розказує Ічіґо Куросакі та Рукіа Куччікі, що збирається приготувати щось таке незвичайне й грандіозне, майже неїстівне.

## Музика
У ролику використана друга половина п'ятого куплету та весь шостий куплет із «Ievan Polkka». На відміну від решти пісні, ці куплети не несуть ніякого смислу і є фонетичним сміттям. При виконанні пісні ці рядки міняються місцями, і тому часто не вказуються у тексті пісні. Також людей приваблює весела фінська мелодія.

## Популярність
На цю пісню є величезна кількість реміксів, та на деяких сайтах, де був розміщений ролик різко підвищилась відвідуваність. Також стала популярною версія пісні у виконанні Хацуне Міку.
10 липня 2006 року стало відомо, що ролик викликав відродження популярності групи Loituma, та група отримала тисячі листів від шанувальників зі всього світу. Також, на правах інтернет-мему з назвою «Як Цуп Цоп Парві Карідола» ролик посів третє місце на професіональному конкурсі інтернет діячів POTOP-2007 в номінації «Вплив на офлайн».